# 멜로디 가르도
멜로디 가르도(Melody Gardot, 1985년 2월 2일 ~ )는 미국의 싱어송라이터이다. 가르도는 미국의 재즈와 블루스, 라틴 음악의 영향을 많이 받았으며, 현재 유럽을 중심으로 공연을 다닐 때 교통사고의 후유증으로 지팡이를 짚고 무대에 선다.

## 초년기 생애와 교통사고
뉴저지에서 태어난 가르도는 사진작가인 어머니가 여기저기 출장을 다니며 집을 자주 비우는 바람에 폴란드 이민자인 할아버지, 할머니와 함께 살았다. 필라델피아에 있는 초급대학에서 의상학을 공부했다.
16세부터 필라델피아의 클럽에서 아르바이트로 금요일과 토요일 밤에 피아노를 연주했다. 처음 자동차면허를 따고 필라델피아 시내로 차 몰고 놀러갔다가 주유비를 벌기 위해 눈에 띄는 피아노 바에 들어가 오디션을 본 게 계기가 되었다고 한다. 그 당시 가르도는 주로 마마스 앤 파파스, 듀크 앨링턴, 래디오헤드의 노래를 즐겨 불렀다.
가르도가 18세이던 2003년 11월 자전거를 타고 교차로를 건너던 중 신호를 무시하고 달려오던 SUV 차량에 치여 중상을 입었다. 뇌와 척추, 골반을 크게 다쳐 눕지도 못하고 병원에 1년간 엎드려 지내야 했으며 단기 기억상실증을 겪었다. 주치의(Dr. Jermyn)가 노래를 부르면 끊어진 신경회로가 새로 연결되고 기억을 되살리는 데 도움이 된다고 권하여 허밍으로 노래를 부르기 시작했다. 그녀의 말처럼 하루하루가 에베레스트 산을 오르는 것처럼 힘들고 더디었지만 점차 회복이 되었고, 빛과 소리에 과민해진 탓에 선글래스를 쓰고 조용한 노래를 불러야 했다.

## 음악 인생
스물도 안 돼 교통사고 장애로 스러지는가 싶었던 가르도의 인생은 전혀 예상치 않았던 음악이라는 새로운 문이 열렸다. 그녀에게 음악은 힐링이자 재능발견의 기회였고 새 삶을 개척하는 통로였다.
병원에서 퇴원한 후에는 주로 아이튠에 음악을 올리기 위해 노래를 녹음하는 데 그쳤으나 작사・작곡도 하면서 물리치료사와 통증완화장치를 휴대하고 공연을 다녔다. 피아노 앞에 오래 앉아 연주하는 것은 불가능했지만 등을 기대고 앉아 기타 치며 노래하는 것에 점차 익숙해졌다.
가르도는 노래 가사 내용이 너무 개인적이라며 자작곡의 발표와 연주를 주저했음에도 2005년 필라델피아 지역 방송프로를 통해 “섬 렛슨: 베드룸세션” 같은 노래가 널리 알려지기 시작했다. 노라 존스를 발굴했던 펜실베니아 대학방송국(WXPN)의 주목을 받게 되어 각 방송국에 데모 테이프를 보내고 마침내 유니버설 뮤직과도 연결이 되었다.
가르도는 명 프로듀서 래리 클라인의 도움으로 첫 앨범 "걱정하는 마음"(Worrisome Heart, Verve, 2006)에 이어, “나의 단 하나 유일한 스릴"(My One and Only Thrill, Verve 2009)이 발매되면서 대중의 인기를 끌게 되었다. 2019년 초에 유럽 공연 실황을 담아 발표한 앨범 'Live in Europe'의 첫 번째 수록곡 “우리의 사랑은 쉬웠나봐"(Our Love is Easy)에서 가르도는 애수띤 곡조로 흘러간 사랑을 노래한다. 다른 가수・연주자와의 콜라보도 활발한 편이며, 2020년에는 스팅이 피쳐링한 “리틀 섬씽"(Little Something)을 발표하여 크게 주목을 받았다.
가르도는 불교신자이며 주로 건강장수식품을 조리해 먹는다. 영어 못지 않게 프랑스어에 유창하여 2017년 이래 파리에서 살고 있다.

## 음반 목록
- Worrisome Heart (2008)
- My One and Only Thrill (2009)
- The Absence (2012)
- Currency of Man (2015)
- Sunset in the Blue (2020.10)[3]